# Большая Фёдоровская улица
Больша́я Фёдоровская у́лица (бывшая Широкая улица (до начала XIX века), в 1918—1993 годах — Пролетарская, 1-я Пролетарская, Большая Пролетарская, Емельяна Ярославского) — улица в южной части города Ярославля, в районе Толчково. Проходит вдоль реки Которосль между Ямской и Зеленцовской улицами, пересекая Московский проспект. Нумерация домов ведётся от Ямской улицы.

## История
Улица была спроектирована в конце XVIII века при перестройке Толчковской слободы по регулярному плану. Первоначально называлась Широкой, частично повторяя путь одноимённой улицы, существовавшей в Толчково с XVII века. В первой половине XIX века улица получила название Большая Фёдоровская по находящейся на ней Фёдоровской церкви. Проложенная параллельно ей новая улица получила название Малая Фёдоровская.
В 1918 году переименована большевиками в Пролетарскую улицу (с вариантом 1-я Пролетарская улица). В 1924 году снова переименована — в Большую Пролетарскую. В 1944 году ещё раз переименована — в улицу Емельяна Ярославского в честь Минея Израилевича Губельмана (1878—1943), носившего псевдоним «Емельян Ярославский» — революционера, председателя «Союза воинствующих безбожников».
В октябре 1993 году улице возвращено историческое название Большая Фёдоровская. При изменении названия были учтены результаты социологических опросов и просьбы верующих. При этом, примыкающий к ней тупик по сей день сохранил имя Емельяна Ярославского. Малой Пролетарской улице историческое название также не возвращено.
В 2009 году выезд с Большой Фёдоровской улицы на Московский проспект был закрыт, для пешеходов под проспектом сооружён подземный переход.

## Здания
- № 16/14 — Бывшая гостиница «Метрополь» Н. М. Градусова[4]
- № 19 — Управление Пенсионного фонда РФ в городе Ярославле (межрайонное)
- № 27 — Ярославское художественное училище, бывшее городское училище Н. М. Градусова. Построен в 1903 году в русском стиле[4]
- № 38а — Отдел военного комиссариата Ярославской области по Кировскому, Красноперекопскому и Фрунзенскому районам
- № 41 — Здание бывшего кинотеатра «Мир»
- № 43 — Департамент городского хозяйства мэрии Ярославля
- № 44 — Кожевенный завод «Хром»
- № 44т — Бывший жилой дом, построенный в середине XVIII века
- № 72 — Фёдоровская церковь, построенная в 1689 году
- № 72а — Приёмная (резиденция) Митрополита Ярославского и Ростовского
- № 79 — Здание АТС
- № 96 — Лакокрасочный завод «Русские краски»
- № 103 — Литейный завод «Пролетарская свобода»
- № 107 — Бывший дом Полякова, построенный в конце XVIII века[5]
- № 107а — Отдел полиции по Красноперекопскому району
- № 109 — Бывший дом Вахрамеева
- № 111 — Церковь Христиан Адвентистов Седьмого дня
- № 119 — Ярославский колледж сервиса и дизайна (корпус № 2)